# フロント・ページ (1974年の映画)
『フロント・ページ』（The Front Page）は1974年のアメリカ合衆国のブラック・コメディ映画。ベン・ヘクトとチャールズ・マッカーサーによる1928年初演の戯曲『フロント・ページ』をビリー・ワイルダー監督が映画化した作品。
同原作戯曲の映画化は1931年の『犯罪都市』、1940年の『ヒズ・ガール・フライデー』に続き、3度目である。また1988年に『スイッチング・チャンネル』として再映画化されている。

## ストーリー
1920年代後半のシカゴを舞台に、落ち着いた生活を望む新聞記者と、根っからの猟犬である彼を手駒にスクープをものにしようとする編集長のドタバタ振りを描く。ヒルディが恋人と大都会から離れようと準備していたとき、死刑囚脱走の報が新聞社に届く。
事件が解決して主人公が別れの挨拶をする際に、編集長は記念にと大事にしていた時計を渡す。汽車に乗り込んだ恋人たちは、記者を手放す気はさらさら無い編集長が時計を盗まれたと警察に通報したため、次の駅で降りさせられるであろう場面で物語が閉じられる。

## キャスト
| 役名                                                                | 俳優                       | 日本語吹替 |
| 役名                                                                | 俳優                       | フジテレビ版 |
| ------------------------------------------------------------------- | -------------------------- | --- |
| ヒルデブランド・’ヒルディ’・ジョンソン （退職を考えている敏腕記者） | ジャック・レモン           | 愛川欽也 |
| ウォルター・バーンズ （シカゴ・エグザミナー紙デスク）               | ウォルター・マッソー       | 上條恒彦 |
| モリー・マロイ （ウィリアムズの友人の街の女）                       | キャロル・バーネット       | 此島愛子 |
| ペギー・グラント （ヒルディの恋人）                                 | スーザン・サランドン       | 鈴木弘子 |
| ハートマン署長（ピート）                                            | ヴィンセント・ガーディニア | 滝口順平 |
| ロイ・ベンシンガー （シカゴ・トリビューン紙の記者）                 | デヴィッド・ウェイン       | 大木民夫 |
| クルガー                                                            | アレン・ガーフィールド     | |
| アール・ウィリアムズ （死刑囚）                                     | オースティン・ペンドルトン | |
| マーフィー                                                          | チャールズ・ダーニング     | |
| シュワルツ                                                          | ハーブ・エデルマン         | |
| マックス・J・エッゲルホッファー博士 （ウィーンの医師で心理学者）    | マーティン・ゲイベル       | |
| 市長（ハービー）                                                    | ハロルド・グールド         | |
| ブランケット                                                        | ポール・ベネディクト       | |
| ジャコービ                                                          | クリフ・オズモンド         | |
| マクヒュー                                                          | ディック・オニール         | |
| ルディ・ケプラー （ヒルディの後任の新米記者）                       | ジョン・コークス           | |
| 不明 その他                                                         |                            | 加藤修 西川幾雄 細井重之 今西正男 北村弘一 徳丸完 糸博 緒方賢一 石丸博也 鈴木れい子 清川元夢 水鳥鉄夫 筈見純 仲木隆司 有馬瑞香 向殿あさみ |
|                                                                     |                            | |
| 演出                                                                | 演出                       | 山田悦司 |
| 翻訳                                                                | 翻訳                       | 山田実 |
| 効果                                                                | 効果                       | PAG |
| 調整                                                                | 調整                       | 栗林秀年 |
| 制作                                                                | 制作                       | グロービジョン |
| 解説                                                                | 解説                       | 高島忠夫 |
| 初回放送                                                            | 初回放送                   | 1980年9月19日 『ゴールデン洋画劇場』 |

## 作品の評価

### 映画批評家によるレビュー
Rotten Tomatoesによれば、24件の評論のうち高評価は67%にあたる16件で、平均点は10点満点中6.20点となっている。
Metacriticによれば、8件の評論のうち、高評価は3件、賛否混在は5件、低評価はなく、平均点は100点満点中62点となっている。

### 受賞歴
| 映画祭・賞           | 部門                                    | 候補                 | 結果       |
| -------------------- | --------------------------------------- | -------------------- | ---------- |
| ゴールデングローブ賞 | 作品賞 (ミュージカル・コメディ部門)     |                      | ノミネート |
| ゴールデングローブ賞 | 主演男優賞 (ミュージカル・コメディ部門) | ジャック・レモン     | ノミネート |
| ゴールデングローブ賞 | 主演男優賞 (ミュージカル・コメディ部門) | ウォルター・マッソー | ノミネート |